# Dž

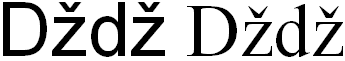
Dž的標題寫法和小寫

Dž（標題寫法形式；全大寫：DŽ，小寫：dž）是塞爾維亞-克羅地亞語的蓋伊式拉丁字母中第七個字母，位於D後，Đ前，讀作[d͡ʒ]。Dž是一個二合字母，對應塞爾維亞語西里爾字母的Џ。它也是斯洛伐克文的第十個字母。雖然其他語言（見下）也會使用字母搭配DŽ，但是它們會將其視作兩個不同的字母D和Ž。 
值得注意的是，當這個字母寫在首字母大寫的詞語開頭時（例如Džungla和Džemper，抑或是如Džemal和Džamonja的人名），ž不大寫。只有整個詞語大寫時，Ž才會變成大寫。 

## 被視作一個字母的情況
在（用於塞爾維亞-克羅地亞語的）蓋伊式拉丁字母中，當文字直寫時（例如在告示牌上），dž不會分開。在填字遊戲中，dž會佔一個方格。除此之外，當詞語中每個字母之間出現空格時，dž的d和ž之間不會有空格。Lj和Nj也是如此。同樣，當一個以Dž開頭的名字縮略成首個字母時，它會縮寫成Dž.，而不是D.。例如，Dženan Ljubović會變成Dž. Lj.，而非D. L。斯洛伐克語中不會出現這種情況。反而，它會將其分成D/d和Ž/ž。 
捷克語有d͡ʒ，但在本語詞中，它只會代替置於其他濁輔音後的[t͡ʃ]。因此，本語詞的[t͡ʃ]和[d͡ʒ]都寫作č。這種情況在外來語中則是不可能的，所以捷克語採用Dž（比如džus）。在這種情況下，文字直寫時字母一律分開。立陶宛語和拉脫維亞語也同樣使用Dž，但不把它作為另外一個字母。 
Dž的Unicode碼位為U+01C4（大寫，Ǆ）、U+01C5（標題寫法，ǅ）和U+01C6（小寫，ǆ）。然而，比起字母的Unicode字符，數碼媒體更常用兩個字符來代表這個字母。克羅地亞文的鍵盤和打字機製作商往往不會給這個字母設定一個鍵。克羅地亞文鍵盤的X鍵盤擴展提供一個latinunicode鍵盤配置以便輸入該字母的Unicode字符。